# Baccaurea henii
Baccaurea henii är en emblikaväxtart som beskrevs av Thin. Baccaurea henii ingår i släktet Baccaurea och familjen emblikaväxter.
Artens utbredningsområde är Vietnam. Inga underarter finns listade i Catalogue of Life.